# Bekkouche Lakhdar
Bekkouche Lakhdar là một đô thị thuộc tỉnh Skikda, Algérie. Dân số thời điểm năm 2002 là 14.092 người.